# 落合正行
落合 正行（おちあい まさゆき、1980年 - ）日本の建築家。建築学者。日本大学理工学部まちづくり工学科／PEA…落合建築設計事務所を主宰。博士（工学）（日本大学）。研究者としての専門は建築設計、コミュニケーションデザイン。三重県鈴鹿市出身。日本建築学会 2013年度空間更新手法"TRADE"の開発［若手推奨］特別研究委員会 委員長。次代の文化を創造する新進芸術家育成事業 アートプロジェクト・リーグ及び特定非営利法人NPO地域再創生プログラム 会員。
三重県立津西高等学校から日本大学理工学部建築学科に進学し、2003年大学卒業。2005年3月、日本大学大学院理工学研究科博士前期課程建築学専攻修了。2005年7月から2011年3月、株式会社山中新太郎建築設計事務所勤務。2011年4月から2014年3月、PEA…（現PEA…／落合建築設計事務所）設立。
2012年6月から2014年3月、日本大学理工学部理工学研究所 研究員。2014年4月から2019年3月、日本大学理工学部まちづくり工学科 助手。
2018年11月、博士（工学）学位取得。2019年4月から2024年3月、日本大学理工学部まちづくり工学科 助教。2024年4月から、日本大学理工学部まちづくり工学科 准教授。
代表作に上池台の住宅　いけのうえのスタンド（2018年グッドデザイン賞第2回大田区景観まちづくり賞）、ワカミヤハイツ あだち農まちプロジェクト、旧澤村邸改修、 Garlandなど。
2017年日本建築学会作品選集新人賞。著書に『アーキテクトプラス “設計周辺"を巻き込む』 （古澤 大輔 (監修), 岡部修三 (監修), ツバメアーキテクツ (監修)　ユウブックス 2019年）